# Тулучеевка (посёлок)
Тулучеевка — посёлок в Новохопёрском районе Воронежской области России. Входит в состав Терновского сельского поселения.

## Население
| 2005 | 2010 |
| ---- | ---- |
| 57   | ↘48  |

## Инфраструктура
На территории посёлка находится «Нерезкин пруд».
Уличная сеть
- ул. Лесная
- ул. Полевая